# Aegus grandis
Aegus grandis es una especie de coleóptero de la familia Lucanidae.

## Distribución geográfica
Habita en las islas Fiyi.